# Sergio Akiemboto
Sergio Frederick Damiento Akiemboto is een Surinaams bestuurder en politicus. Sinds 2011 was hij directeur van het mijnbouwbedrijf Grassalco. Van 2019 tot 2020 was hij minister van Natuurlijke Hulpbronnen.

## Biografie
Akiemboto behaalde zijn mastergraad in openbaar bestuur aan de Anton de Kom Universiteit van Suriname. Na zijn studie werkte hij enkele jaren bij de Rosebel-goudmijn in Brokopondo in de functie van Community Relations Coördinator. Daarnaast was hij jongerenleider en kaderlid voor de Nationale Democratische Partij. Tijdens de verkiezingen van 2010 stond hij op nummer 11 van de lijst van Paramaribo.
In 2011, hij was toen 32 jaar, werd hij door minister Jim Hok benoemd tot president-directeur van het mijnbouwbedrijf Grassalco. Hiermee volgde hij Glenn Gemerts op die daarna zijn directe adviseur werd. Toen hij hier in 2019 vertrok, werd hij opgevolgd door Linus Diko, de oud-minister van Regionale Ontwikkeling van 2010 tot 2012.
Tijdens de vierde herschikking van ministers in het kabinet Bouterse, in mei 2019, werd hij benoemd tot minister van Natuurlijke Hulpbronnen. Hij werd voor de derde maal gevraagd voor de functie en liet de twee eerdere keren om zijn privéleven aan zich voorbij gaan.
Hij bleef aan tot de verkiezingen van 2020, waarin hij verkiesbaar was voor de NDP in Brokopondo. Hij werd gekozen en trad toe tot De Nationale Assemblée (DNA). Ruim een half jaar later zegde hij zijn lidmaatschap van de NDP op en stelde hij zijn DNA-zetel ter beschikking, waarop hij ruim twee weken later terugkwam. De rechter bepaalde echter dat hij zijn zetel niet terug kon krijgen, zowel in eerste aanleg als in hoger beroep. In DNA werd Wilsientje van Emden zijn opvolgster.
Tijdens de verkiezingen van 2025 stond hij op nummer 10 van de lijst van de NDP en maakte hij zijn rentree in DNA. Op 1 augustus 2025 werd hij benoemd tot chefstaf Kabinet van de President van Jennifer Simons.